# Convertidor SEPIC

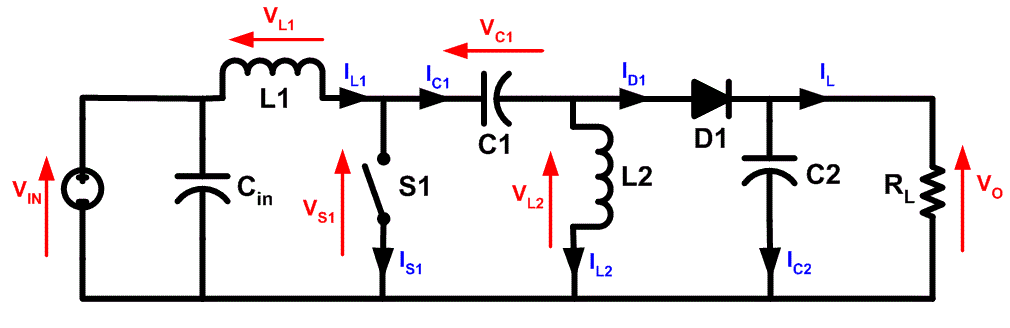
Figura 1: Esquema de SEPIC.

El convertidor d'inductor primari d'un sol extrem (amb acrònim anglès SEPIC) és un tipus de convertidor DC/DC que permet que el potencial elèctric (voltatge) a la seva sortida sigui major, menor o igual que a la seva entrada. La sortida del SEPIC està controlada pel cicle de treball de l'interruptor de control (S1).
Un SEPIC és essencialment un convertidor boost seguit d'un convertidor buck-boost invertit, per tant, és similar a un convertidor buck-boost tradicional, però té els avantatges de tenir una sortida no invertida (la sortida té la mateixa polaritat elèctrica que l'entrada). utilitzant un condensador en sèrie per acoblar l'energia de l'entrada a la sortida (i, per tant, pot respondre amb més gràcia a una sortida de curtcircuit) i ser capaç d'apagar-se veritablement: quan l'interruptor S1 està prou apagat, la sortida (V 0) baixa a 0 V, després d'un abocament de càrrega transitòria força important.
Els SEPIC són útils en aplicacions en què la tensió de la bateria pot estar per sobre i per sota de la sortida prevista del regulador. Per exemple, una sola bateria de ions de liti normalment es descarrega de 4,2 volts a 3 volts; si altres components requereixen 3,3 volts, llavors el SEPIC seria efectiu.

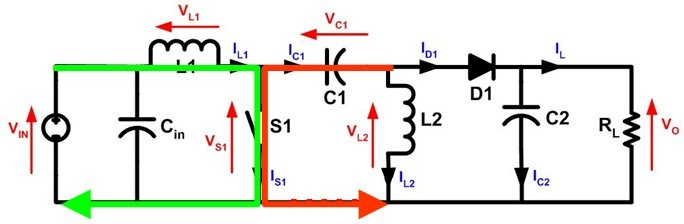
Figura 2: amb S1 tancat el corrent augmenta a través de L1 (verd) i C1 descarrega el corrent augmentant a L2 (vermell)

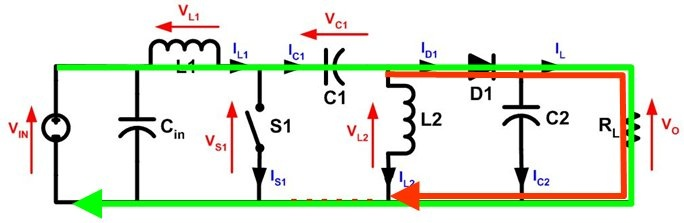
Figura 3: amb S1 obert el corrent a través de L1 (verd) i el corrent a través de L2 (vermell) produeixen corrent a través de la càrrega.

El diagrama esquemàtic d'un SEPIC bàsic es mostra a la figura 1. Igual que amb altres fonts d'alimentació de mode commutat (específicament convertidors de CC a CC), el SEPIC intercanvia energia entre els condensadors i els inductors per convertir d'una tensió a una altra. La quantitat d'energia intercanviada està controlada per l'interruptor S1, que normalment és un transistor com un MOSFET. Els MOSFET ofereixen una impedància d'entrada molt més alta i una caiguda de tensió més baixa que els transistors d'unió bipolar (BJT) i no requereixen resistències de polarització, ja que la commutació de MOSFET està controlada per diferències de tensió en lloc d'un corrent, com passa amb els BJT.